# بلخنونية
البلخنونية أو السراخس الصلبة (الاسم العلمي: Blechnaceae) هي فصيلة من النبات تتبع رتبة السرخسيات من طائفة السراخس.

## التصنيف
- البلخنوناوات
  - البلخنون